# Proof of Myself
A Proof of Myself Hajasibara Megumi harmincharmadik kislemeze, mely 1998. október 23-án jelent meg a King Records kiadó gondozásában. A kislemezen a Saber Marionette J to X animesorozat nyitó és záródalát tartalmazza, valamint azok karaoke verzióját. A kislemez-eladási listán a kilencedik helyen nyitott Japánban, és kicsivel kevesebb, mint 100 000 példány kelt el belőle, viszont a japán rádiós játszási listán úgy sikerült elérnie az első helyet, hogy az előző kislemeze A House Cat megmaradt a második helyen. Ezzel Megumi az egyetlen szeijú-énekesnő, akinek sikerült ezt a teljesítményt elérni.[forrás?]

## Dalok listája
1. Proof of Myself 5:51
2. Lively Motion 4:38
3. Proof of Myself (Off Vocal Version) 5:51
4. Lively Motion (Off Vocal Version) 4:35

## Dalszövegek
Mindkét dal szövegét maga az énekesnő írta. A Saber Marionette J to X már nemcsak a nők esélyegyenlőségét, hanem több kisebbséget (pl. homoszexualitás) is kiemel. A szöveg hű az anime lényegi mondanivalójához. A Proof of Myself nagyon kiemeli az esélyegyenlőséget, és az, hogy bármit teszünk, nem tudjuk elrejteni a valódi érzelmeinket. A Lively Motion egy különleges szerelmes dal. Egy olyan emberről szól, aki barátként kezelte az egyik embertársát, később ráébredt, hogy mennyi belső emberi érték van benne, és beleszeret. A zene ütemessége, valamint Megumi hangjában rejlő szenvedély is az ébredő szerelmet sugallja. Az élethűség miatt lett nagyon sikeres a dal.